# シマアザミ

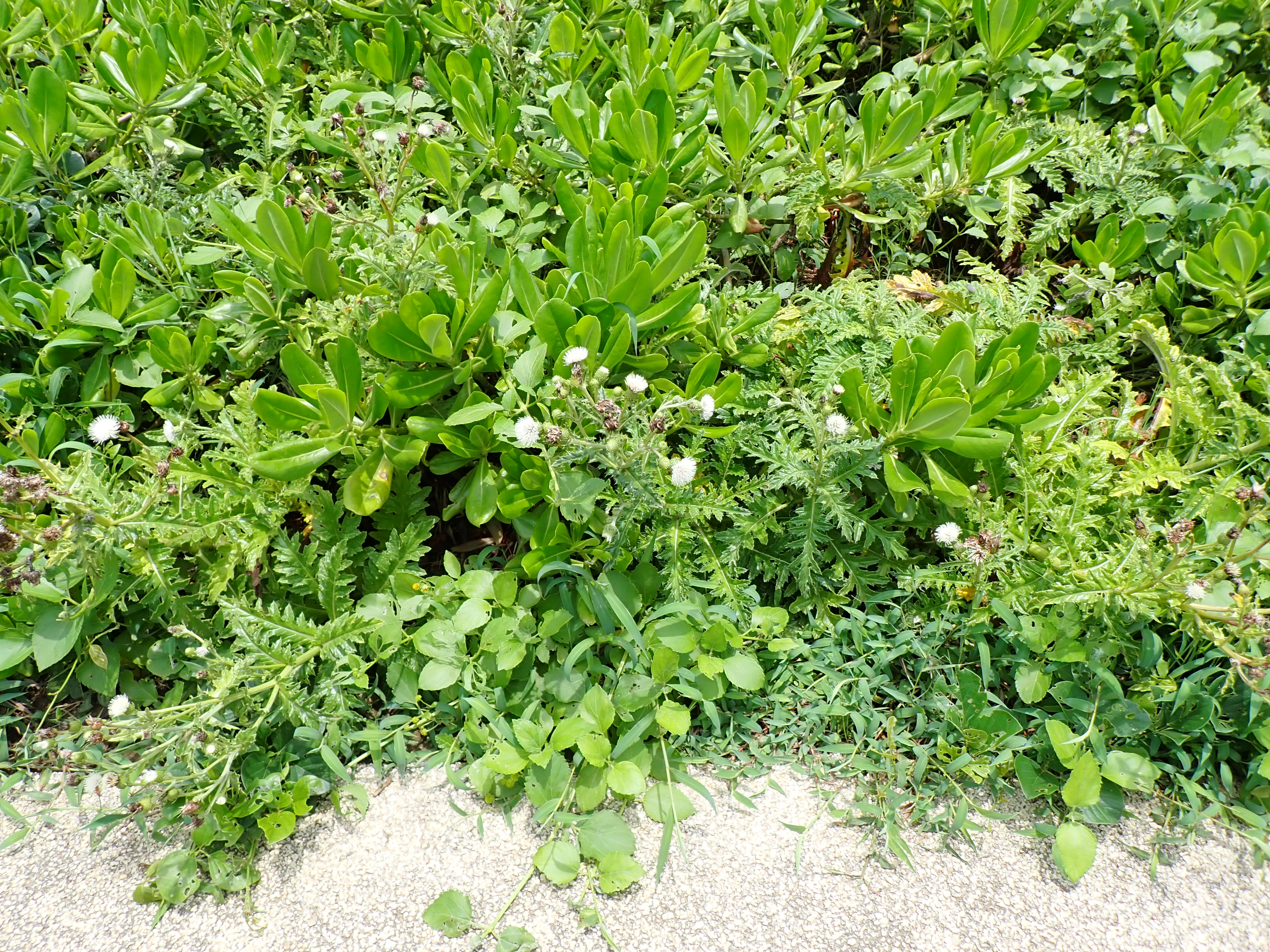
シマアザミ

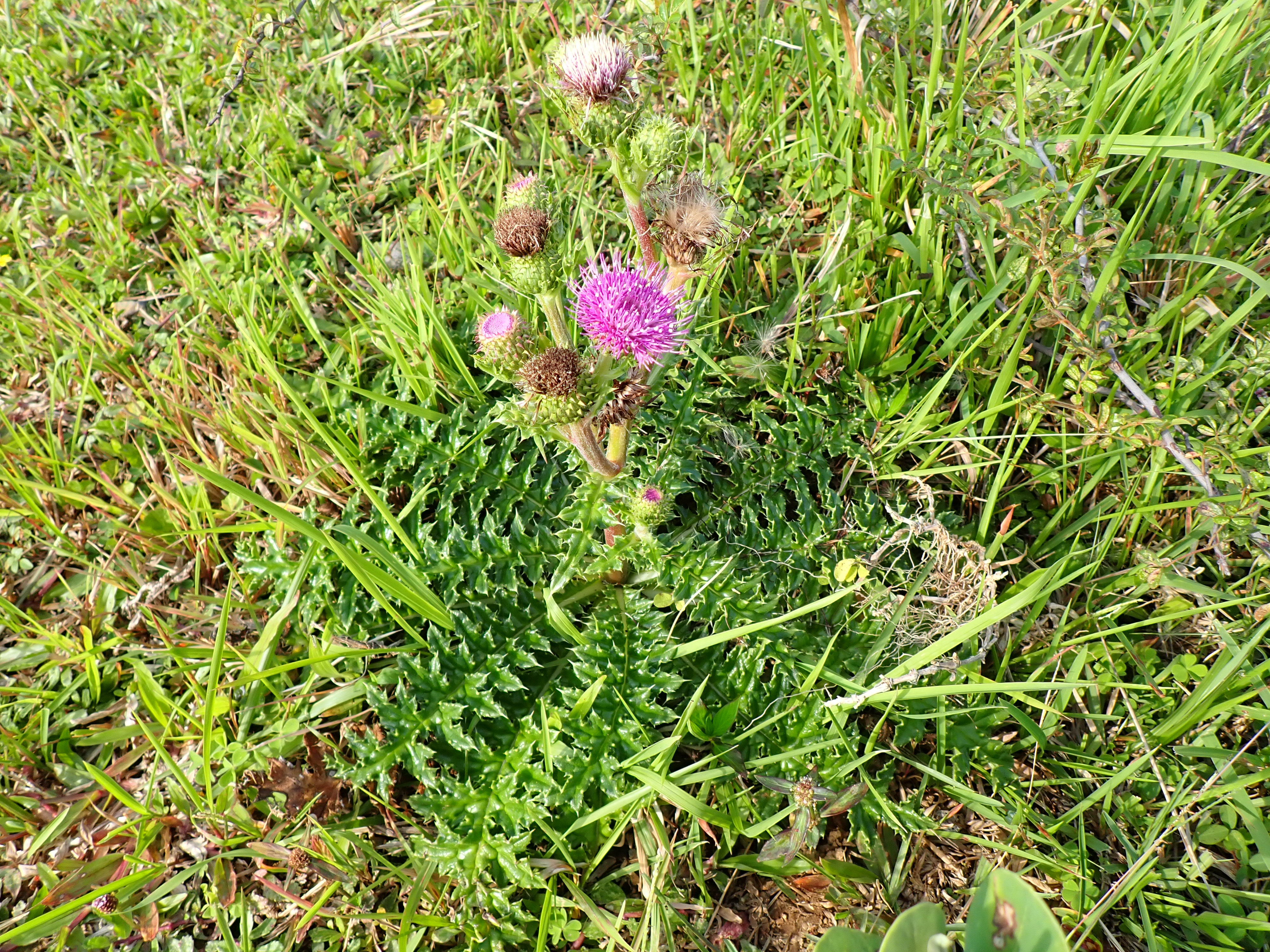
イリオモテアザミ

シマアザミ（島薊、学名 Cirsium brevicaule）はキク科アザミ属の多年生草本。本項における和名と学名表記はYListに従う。

## 分類、分布と生育環境
トカラ列島（悪石島、宝島）、奄美群島以南の南西諸島の海岸沿いには、花が白色（まれに紅紫色）のシマアザミC. brevicauleが久米島を除く沖縄諸島以北に、シマアザミの変種で花が紫色のイリオモテアザミC. brevicaule var. irumtienseが久米島及び宮古島以西の先島諸島にそれぞれ生育する。
海岸の砂地や岩場、草地に多くみられ、大型の根生葉は羽状に裂け、刺状の鋸歯が目立つ。茎は直立し、高さ30–100 cm。上部で枝分かれする。茎の先端部に花柄を有する頭花を咲かせる。種子は風で散布される。

## 利用
若い葉や茎が食用に、ゴボウ状の根は食用や薬用とされてきた。